# Crispatotrochus curvatus
Espèce
Statut CITES
Crispatotrochus curvatus est une espèce de coraux appartenant à la famille des Caryophylliidae.